# 豊里町 (宮城県)
豊里町（とよさとちょう）は、宮城県北東部にあった町である。2005年4月1日の市町村合併により廃止し、旧町域は登米市の一部となっている。

## 地理
宮城県北部に位置した町である。北上川、旧北上川、迫川に囲まれたほぼ平坦な地形である。
- 山：楠田山、猪眠山
- 河川：北上川、旧北上川、迫川

### 隣接していた自治体
- 宮城県登米郡登米町、米山町、遠田郡涌谷町、桃生郡桃生町、本吉郡津山町

## 歴史
平安時代末期から鎌倉時代にかけて、奥州藤原氏一族の居館があり、滅んだ後は、葛西氏の臣族が居住したことが知られている。
寛文7年（1667年）に登米伊達家による新田開発（灌漑水路や土手を含む）が開始される。伊達宗倫の命により、大曲地区の北西側に隣接する登米市米山町桜岡より流来する悪水を排除する目的で秋山源兵衛が指揮して大曲から十五貫の迫川堤防付近まで の土手を築いた。
- 1889年（明治22年） 4月1日 - 市町村制施行により、登米郡赤生津村と鴇波村の区域をもって豊里村が成立する。
- 1932年（昭和7年） 4月から1940年（昭和15年）3月 - 北上川流域下流の水害から地域を守るため、山吉田水門付近から剣先（のの岳駅の東方）までのおよそ11.7 kmを、ほぼ一直線に[5] 開削した[6]。（新迫川）
- 1950年（昭和25年） 4月1日 - 豊里村が町制施行し、豊里町となる。
- 1954年（昭和29年） 豊里中学校新校舎完成町の年譜表
- 1962年（昭和37年） 上水道工事に着手、1966年（昭和41年）に終了。

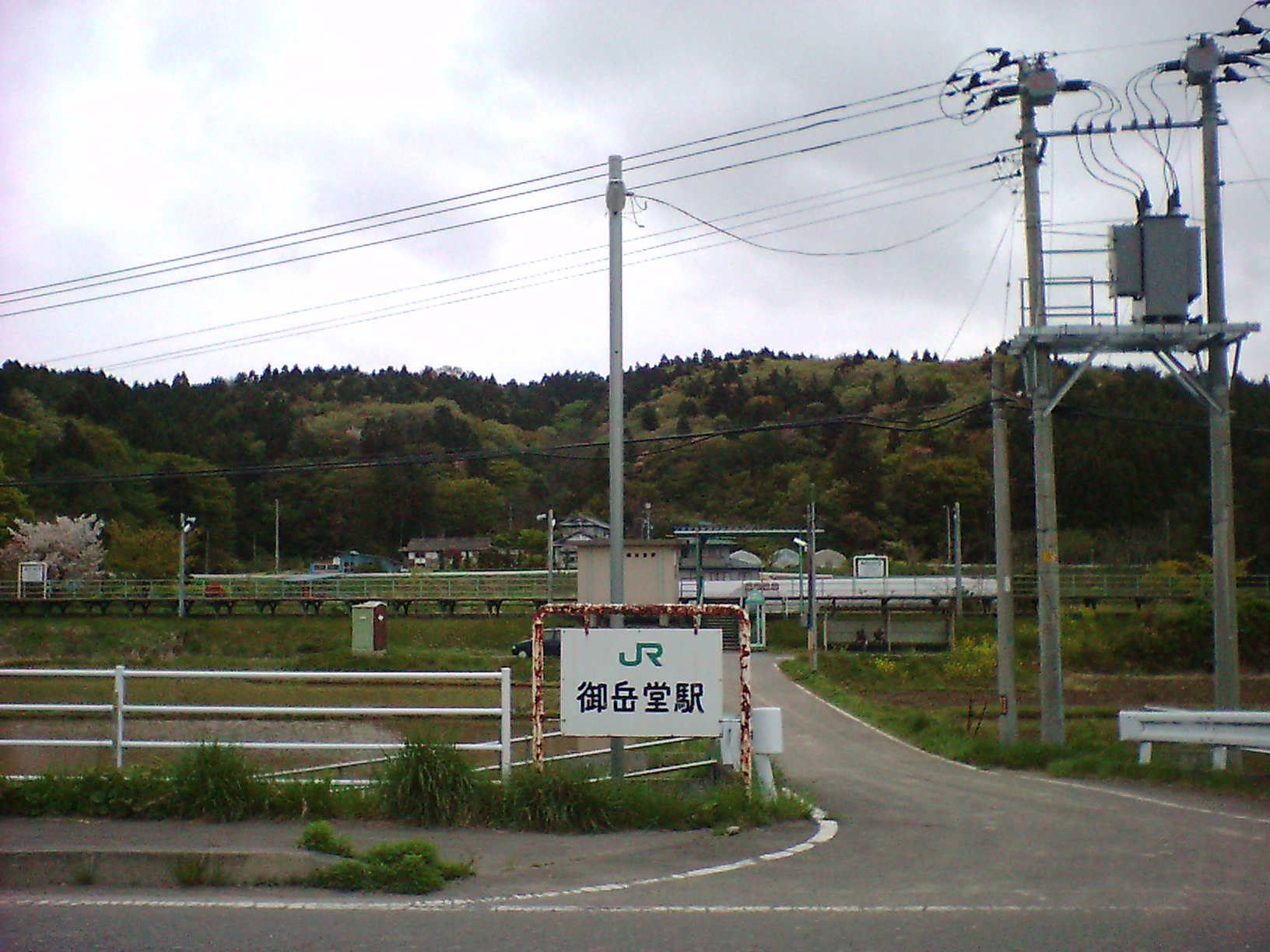
御岳堂駅

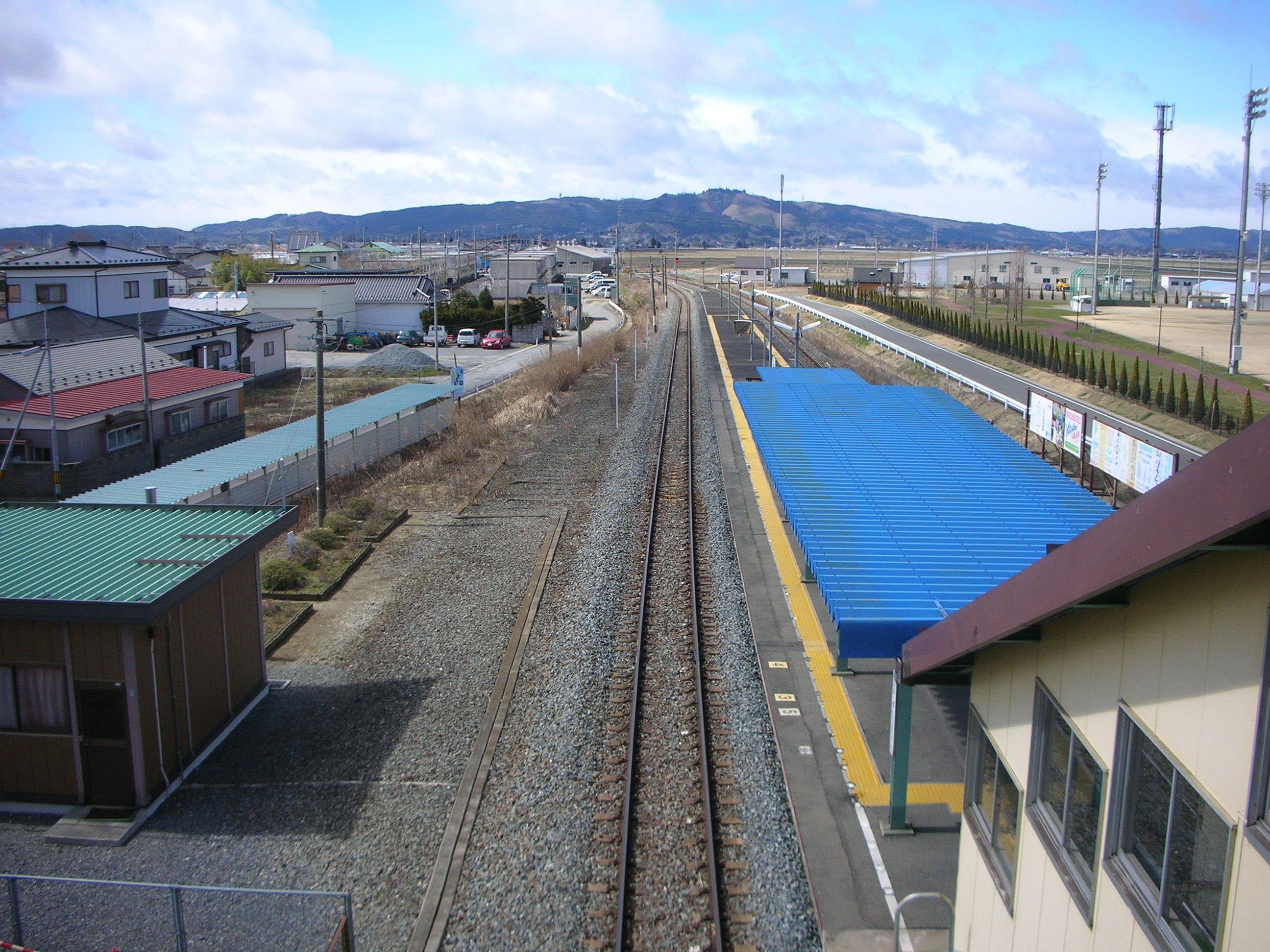
陸前豊里駅

- 1968年（昭和43年） 柳津線（気仙沼線）、前谷地〜柳津間、部分開通、陸前豊里駅、御岳堂駅が開業。
- 1978年（昭和53年） 10月から12月にかけて、沼崎山遺跡を発掘調査[7]
- 1980年（昭和55年） 豊里小学校の新校舎が完成、竹花小学校、鴇波小学校、二ツ屋小学校を統合（併合）する[8]。
- 1982年（昭和57年） 豊里中学校新校舎完成
- 1984年（昭和59年） 豊里幼稚園園舎完成[9]
- 1990年（平成2年） 公立豊里病院が新築される。
- 1994年（平成6年） カントリーエレベーターができる[10]。
- 2000年（平成12年） 恒例の夏祭りをYOSAKOI&ねぷたinとよさととして、会場を駅前通りに移し、よさこいとのコラボとして実施。
- 2003年（平成15年） 産直がんばる館宮城県公式サイトJR豊里駅前に完成
- 2005年（平成17年）4月1日 登米郡各町および本吉郡津山町と合併し、登米市となる。

## 行政
- 最後の町長：只野九十九

## 教育
中学校
- 豊里町立豊里中学校

小学校
- 豊里町立豊里小学校
- 豊里町立竹花小学校
  - 十五貫分校
- 豊里町立鴇波小学校
- 豊里町立二ツ屋小学校

幼稚園・保育所
- 豊里幼稚園
- 豊里保育所

## 交通

### 鉄道
- 東日本旅客鉄道（JR東日本）
  - 気仙沼線：陸前豊里駅 - 御岳堂駅

### 道路
- 都道府県道
  - 宮城県道21号河南米山線
  - 宮城県道61号涌谷津山線
  - 宮城県道230号小島豊里線
  - 宮城県道237号瀬峰豊里線
  - 宮城県道257号河南登米線

## 名所・旧跡・観光スポット・祭事・催事

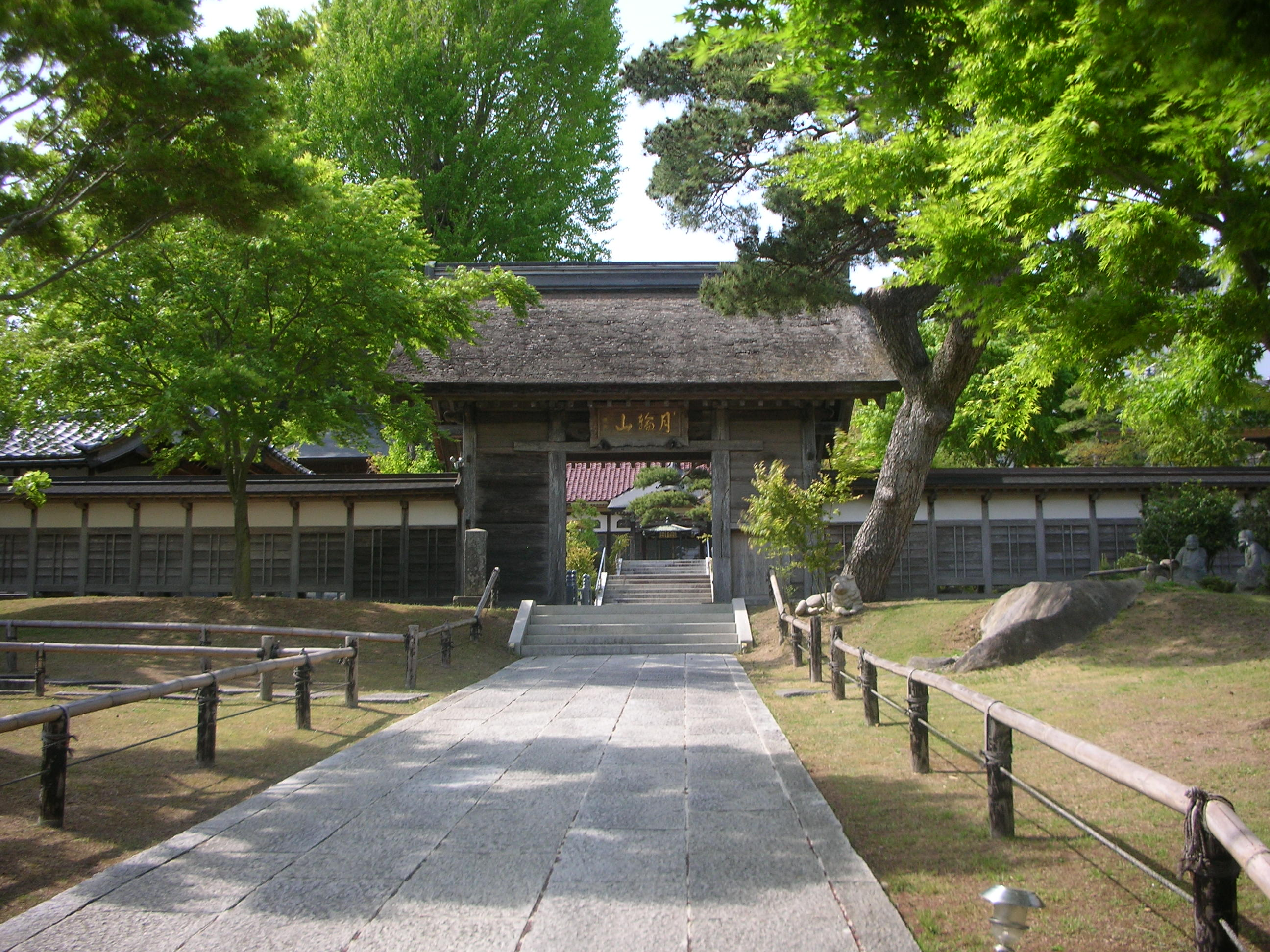
香林寺山門（県指定有形文化財）

- 鴇波洗堰（北上川河川歴史公園）
- 平筒沼
- 笑沢自然公園
- 香林寺山門（県指定文化財）[11]
- 赤生津館跡（史跡）[11]
- 豊里・津山渡船場跡
- 産直がんばる館
- 愛宕神社
- 大曲古土手（史跡）[11]
- 長根浦貝塚（史跡）[11]
- 沼崎山遺跡（史跡）[11]

### 祭り・イベント
- 平筒沼ふれあい公園桜まつり
- YOSAKOI&ねぷたinとよさと （8月[12]）
  - 豊里夏まつり⇒「YOSAKOI&ねぷたinとよさと」に発展
- 秋葉山神社まつり （9月[12]）
- まめからさん祭り （10月[12]、稲荷神社、県指定無形民俗文化財）
- 冬の蛍通り （12月[12]）

## 出身有名人
- 眞山龍（プロ野球・元西武ライオンズ）
- 佐々木隆史（お笑い芸人・エバースのメンバー）